# オチン
オチン・キュレゲン（モンゴル語: Očin Küregen、? - 1257年）は、13世紀半ばにモンゴル帝国に仕えたコンギラト部出身の万人隊長（トゥメン）。
『元史』などの漢文史料では斡陳(wòchén)と記される。

## 概要
オチンは建国の功臣にしてチンギス・カンの正后ボルテの兄のアルチ・ノヤンの息子として生まれ、兄弟にはチグゥ、オキ・フジン、チャブイ、ナチンらがいた。長兄のチグゥが西寧州（現在の青海省西寧市一帯）に移住して独自のウルスを形成したことでオチンはアルチの後継者となり、1238年（戊戌年）に父の地位を継承して万人隊長（トゥメン）となった。
父の地位を継承すると同時にオチンはトルイの娘のイェス・ブカを娶ったが、これは「トルイの子のクビライとアルチの娘のチャブイの婚姻」と対になるものであった。ところがオチンは1257年（丁巳年）に急逝し、万人隊長の地位とトルイ家（クビライ家）との姻戚関係は弟のナチンに受け継がれた。

## コンギラト部デイ・セチェン家
- デイ・セチェン
  - アルチ・キュレゲン（Alči Küregen ＞阿勒赤古咧堅/ālèchì gŭliējiān,الجی كوركان/Āljī kūrkān）
    - チグゥ・キュレゲン（Čiγu Küregen ＞赤古古咧堅/chìgŭ gŭlièjiān,جیکو كوركان/Jīkū kūrkān）
    - オキ・フジン・カトン（Öki füǰin qatun ＞اوکی فوجین خاتون/Ūkī fūjīn khātūn）
    - 昭睿順聖皇后チャブイ・カトン（Čabui qatun ＞察必/chábì,جابون خاتون/Jābūn khātūn）
    - 万戸オチン・キュレゲン（Očin Küregen ＞斡陳/wòchén）
    - ナチン・キュレゲン（Način Küregen ＞納陳/nàchén,ناچین كوركان/Nāchīn kūrkān）
      - 万戸オロチン・キュレゲン（Oločin Küregen ＞斡羅陳/wòluóchén）
        - 貞慈静懿皇后シリンダリ・カトン（Širindari qatun ＞失憐答里/shīliándālǐ）

      - 叛臣ジルワダイ（J̌ilwadai ＞只児瓦台/zhǐérwǎtái）
      - 万戸テムル・キュレゲン（Temür Küregen ＞帖木児/tièmùér）
        - 万戸ディウバラ・キュレゲン（Diwubala Küregen ＞雕阿不剌/diāoābùlà）
          - アリギヤシリ・キュレゲン（Ariγiyaširi Küregen ＞阿里嘉室利/ālǐjiāshìlì）
          - ブダシリ・カトン（Budaširi qatun ＞不答失里/bùdāshīlǐ）

        - 万戸センゲ＝ブラ・キュレゲン（Sengge bura Küregen ＞桑哥不剌/sānggē bùlà）

      - 万戸マンジタイ・キュレゲン（Manǰitai Küregen ＞蛮子台/mánzǐtái）
      - ナムブイ・カトン（Nambui qatun ＞南必/nánbì,نمبوى خاتون/Namubūī khātūn）